# Cadillac (Michigan)
Pour les articles homonymes, voir Cadillac.
La cité de Cadillac (en anglais ˈkædᵻlæk]) est le siège du comté de Wexford dans le Michigan. Elle doit son nom à Antoine de Lamothe-Cadillac, fondateur de la ville de Détroit. Sa population était de 10 371 habitants au recensement de 2020.
Cadillac couvre une superficie de 22,3 km2 dont 4,6 km2 sont occupés par les lacs Cadillac et Mitchell. Le lac Cadillac est le plus grand lac des États-Unis qui soit intégralement situé à l'intérieur d'une ville.
L'activité principale de Cadillac est le tourisme (pêche l'été, ski l'hiver).

## Transports
Cadillac possède un aéroport (Wexford County Airport, code AITA : CAD).

## Source
- (en) Cet article est partiellement ou en totalité issu de l’article de Wikipédia en anglais intitulé « Cadillac, Michigan » (voir la liste des auteurs).